# Girolamo Priuli
Girolamo Priuli (né en 1486 à Venise et mort le 4 novembre 1567 dans la même ville) est le 83e doge de Venise élu en 1559, son dogat dure jusqu'en 1567.
Girolamo Priuli est un homme peu cultivé comparativement à son frère et de faible éloquence. Au début peu aimé par le peuple, il réussit à se faire apprécier grâce à son infatigable œuvre en qualité de doge. Son dogat se passe tranquillement hormis quelques évènements climatiques ainsi que les habituelles épidémies que connaissent le monde médiéval et la Renaissance. L'argent de l'État est employé à l'embellissement de la ville plutôt qu'à renforcer l'armée.

## Biographie
Girolamo Priuli est le fils d'Alvise et de Chiara Lion. Habile commerçant, tout jeune il réussit à s'enrichir facilement et bien que n'étant pas considéré comme un personnage majeur, rapidement il réussit à se faire un nom dans le monde des affaires.
Il épouse  Elena Diedo et il a un fils.
Priuli n'a jamais donné d'importance à la carrière publique mais il devient procurateur de Saint-Marc.
Très proche de son frère, il le soutient lors de son élection en 1556 (étant le frère ainé, Girolamo doit donner son accord à son frère cadet de manière symbolique). La mort de Lorenzo le prend au dépourvu et quand les scrutins commencent, il ne fait pas partie des favoris.

### Le dogat
Après l'élimination de tous les candidats importants, la majeure partie des voix se porte sur lui et le 1er septembre 1559, il est élu doge.
C'est la première fois depuis 1486 et la dernière que deux frères se succèdent l'un après l'autre directement. Pendant ses huit ans de règne, il ne se produit pas de faits internationaux marquants qui impliquent la république hormis la fin du  concile de Trente (1563).
C'est sous le dogat Gerolamo Priuli qu'apparaissent les gondoles noires. Au cours de ces années Jacopo Sansovino réalise de nombreuses œuvres architecturales embellissant Venise. Girolamo Priuli meurt d'apoplexie le 4 novembre 1567.
Son tombeau se trouve dans l'église San Salvador. Il s'agit d'un double tombeau pour lui et pour son frère Lorenzo. Le tombeau est construit entre 1578 et 1582, et conçu par Cesare Franco.

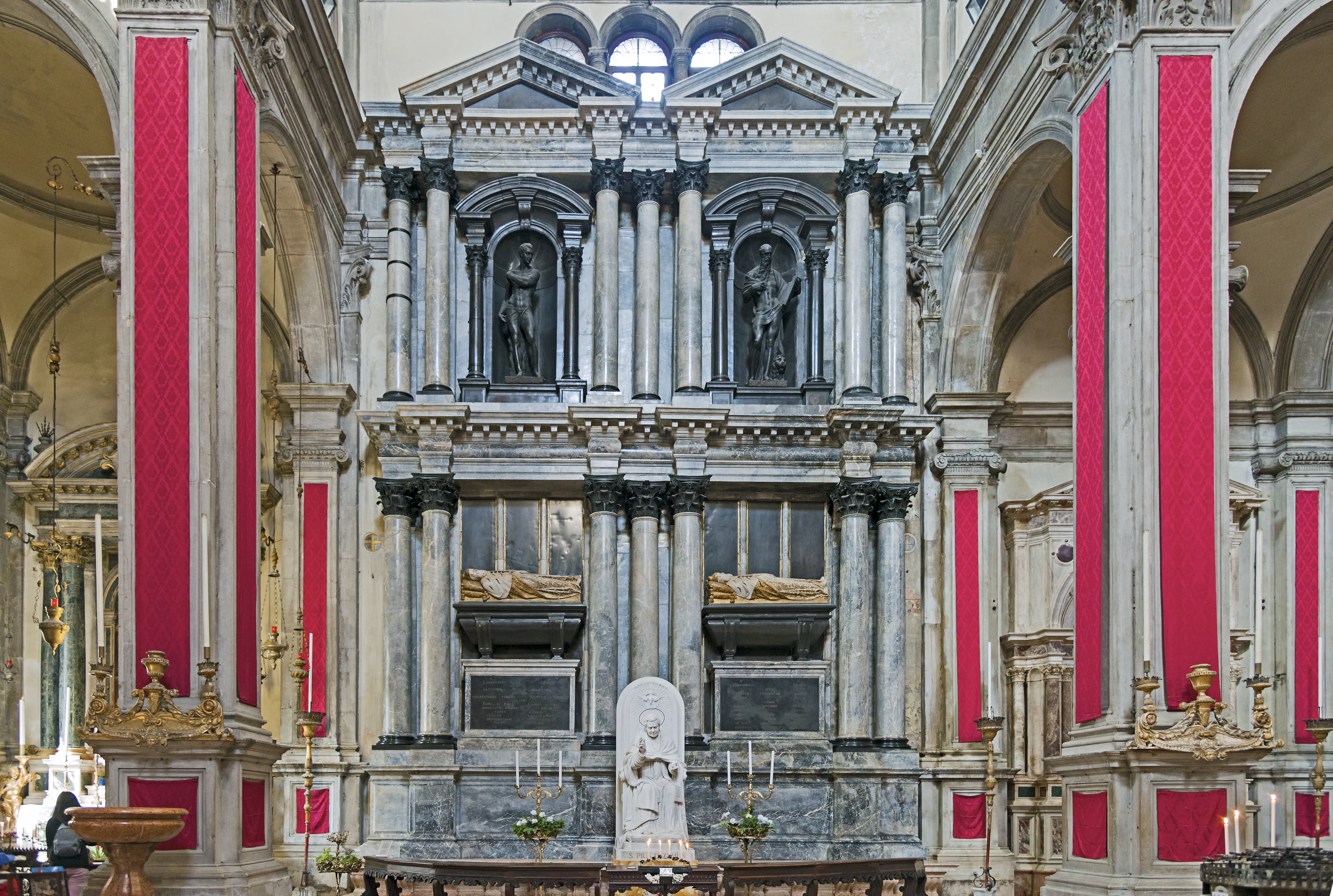
Monument et tombes des doges Lorenzo et Gerolamo Priuli.

## Source
- (it) Cet article est partiellement ou en totalité issu de l’article de Wikipédia en italien intitulé « Girolamo Priuli » (voir la liste des auteurs).